# エクトイン
エクトイン (ectoine) は、環状アミノ酸の一種である。1985年にガリンスキー教授(ボン大学/ドイツ)の手によりワディ・エル・ナトルーン（エジプトの砂漠）の塩湖に生息するエクトチオロドスピラ属細菌から発見された。エクトインは、いくつかの種の細菌で見られるが、1993年ガリンスキー教授の生徒(ビトップ社/ドイツ)により、ハロモナス好塩菌によるエクトインの商業生産の研究が行われた。現在はハロモナス好塩菌での製造が一般的である。エクトインは、適合溶質（オスモライト）であり、高い浸透圧ストレスから生体を守る。好塩菌の中に高い濃度で見られ、塩や温度のストレスに対する耐性を与えている。エクトインはEctothiorhodospira halochlorisで最初に発見されたが、グラム陰性菌およびグラム陽性菌の広い範囲でみられる。その他にも、次のような種で見られる。
- Marinococcus halophilus（英語版）
- Pseudomonas stutzeri
- Halomonas elongata（英語版）

## 生合成
エクトインは、アスパラギン酸β-セミアルデヒドに3つの酵素が連続的に作用することで合成される。生合成に関わる遺伝子はそれぞれectA、ectB、ectCと呼ばれ、それぞれL-2,4-ジアミノブチル酸アセチルトランスフェラーゼ、L-2,4-ジアミノブチル酸トランスアミナーゼ、L-エクトインシンターゼをコードする。
世界で初めてエクトインの商業生産に成功した会社は、ドイツのビトップ社であり、ハロモナス好塩菌を使用した発酵法によりエクトインを製造している。現在でも発酵法を用いた製造方法が一般的である。

## 利用
タンパク質やその他の細胞構造を安定化させ、紫外線や乾燥のようなストレスから皮膚を守る働きを持つことから、スキンケア製品や日焼止め製品等に有効成分として使われている。海外では、化粧品だけではなく、OTC医薬品（剤形: クリーム、点眼、点鼻、経肺、洗口剤、トローチなど）に使用されており、アトピー性皮膚炎患者向けのクリームなどに使用されており、ヒドロコルチゾン(ステロイド)と同等抗炎症作用やバリア機能回復効果がある事がビトップ社(bitop AG)の検討により明らかにされている。